# Noyalo
Noyalo korábbi község Franciaországban, Morbihan megyében. Lakosainak száma 894 fő (2018. január 1.). Noyalo Theix, Surzur, Le Hézo és Theix-Noyalo községekkel határos.
2016. január 1-jén Theix korábbi községgel egyesült és az így létrejött Theix-Noyalo új község része lett.

## Népesség
A település népességének változása:
| Lakosok száma | 303  | 335  | 472  | 593  | 666  | 738  | 780  | 780  | 787  | 894  |
|               | 1962 | 1968 | 1982 | 1990 | 1999 | 2008 | 2011 | 2013 | 2017 | 2018 |